# La Torre del Comte
La Torre del Comte és una vila i municipi del Matarranya, a la província de Terol (Aragó) situat a la comarca del Matarranya. És una comunitat de 160 habitants eminentment agrícola, dedicada al cultiu d'oliveres, ametllers i presseguers.
Gràcies a la seua situació pròxima als massís dels ports de Beseit i a la via verda que comunica Alcanyís amb Tortosa, és un excel·lent punt de partida per conèixer la comarca del Matarranya
La temperatura mitjana anual és de 16° i la precipitació anual, 350 mm.